# メイキン・ラヴ・イズ・グッド・フォー・ユー
『メイキン・ラヴ・イズ・グッド・フォー・ユー』（Makin' Love Is Good for You）は、アメリカ合衆国のブルース・ミュージシャン、B.B.キングが2000年に発表したスタジオ・アルバム。

## 解説
グラミー賞受賞作『ブルース・オン・ザ・バイユー』（1998年）と同様、B.B.キング自身がプロデュースしてジョン・ポーターがミキシングを担当する体制で制作された。母国アメリカではビルボードのブルース・アルバム・チャートで2位に達した。

## 収録曲
特記なき楽曲はB.B.キング作。
1. アイ・ゴット・トゥ・リーヴ・ディス・ウーマン - I Got to Leave This Woman (Melvin Jackson) – 3:36
2. シンス・アイ・フェル・フォー・ユー - Since I Fell for You (Buddy Johnson) – 5:53
3. アイ・ノウ - I Know (Barbara George) – 3:49
4. ピース・オブ・マインド - Peace of Mind (B.B. King, Joe Josea) – 4:03
5. マンデイ・ウーマン - Monday Woman (Willie Mabon) – 3:37
6. エイント・ノーボディ・ライク・マイ・ベイビー - Ain't Nobody Like My Baby – 3:49
7. メイキン・ラヴ・イズ・グッド・フォー・ユー - Makin' Love Is Good for You (Tony Joe White) – 3:46
8. ドント・ゴー・ノー・ファーザー - Don't Go No Farther (Willie Dixon) – 4:08
9. アクションズ・スピーク・ラウダー・ザン・ワーズ - Actions Speak Louder than Words – 3:08
10. ホワット・ユー・ベット - What You Bet (Robert Taylor, George Williams) – 3:48
11. ユア・オン・トップ - You're on Top (B.B. King, Sam Ling) – 3:11
12. トゥー・グッド・トゥ・ユー・ベイビー - Too Good to You Baby – 3:15
13. アイム・イン・ザ・ロング・ビジネス - I'm in the Wrong Business (A.C. Reed) – 4:36
14. シーズ・マイ・ベイビー - She's My Baby – 4:14

### ボーナス・トラック
1. イッツ・スティル・コールド・ザ・ブルース - It's Still Called the Blues (Earl Forest, George Jackson, Robert Alton Miller) – 3:59
  - インターナショナル盤及び日本盤に収録
2. マイ・ガル・キープス・ミー・クライン - My Gal Keeps Me Cryin' (L.C. Frazier) – 3:47
  - 日本盤に収録

## 参加ミュージシャン
- B.B.キング - ボーカル、ギター
- ジェイムズ・ボールデン - トランペット
- スタンリー・アバーナシー - トランペット
- ウォルター・R. キング - サクソフォーン
- メルヴィン・ジャクソン - サクソフォーン
- レオン・ウォーレン - ギター
- ジェイムズ・トニー - キーボード
- マイケル・ドスター - ベース
- ケイレプ・エンフェリー・ジュニア - ドラムス

下記ミュージシャンはオーバー・ダビングで参加。
- ダレル・レナード - トランペット
- ジョー・サブレット - サクソフォーン
- ジョン・ポーター - ギター
- トミー・アイアー - キーボード
- トニー・ブラウナジェル - パーカッション